# 伊日·耶热克
伊日·耶热克（捷克語：Jiří Ježek，1974年10月16日—），捷克男子自行车运动员。他曾代表捷克参加2000年、2004年、2008年、2012年和2016年夏季残疾人奥林匹克运动会自行车比赛，获得六枚金牌、四枚银牌和一枚铜牌。